# 114 (số)
114 (một trăm mười bốn) là một số tự nhiên ngay sau 113 và ngay trước 115. 114 còn là số gọi khẩn cấp cứu hỏa ở Việt Nam.